# Owen Johnson
Owen McMahon Johnson (New York, 27 augustus 1878 - Vineyard Haven, 27 januari 1952) was een Amerikaans journalist en schrijver.

## Leven en werk
Owen Johnson was een zoon van Katharine McMahon en Robert Underwood Johnson, een vooraanstaand tijdschriftredacteur, diplomaat en natuurbeschermer. Owen Johnson studeerde aan de Yale-universiteit, huwde Mary Galt Stockly en verhuisde naar Parijs. Tijdens de Eerste Wereldoorlog was hij oorlogscorrespondent voor The New York Times en Collier's. Zijn echtgenote overleed in 1910. Hij hertrouwde twee jaar later met operaster Esther Ellen Cobb (beter bekend als Cobina Wright). Dat huwelijk strandde na vijf jaar. Er volgde een derde huwelijk, met Denise de la Garde, die in 1918 overleed, en een vierde, met Catherine Sayre Burton, die in 1923 overleed. Johnson trouwde uiteindelijk een vijfde keer, met Gertrude Bovee Le Boutillier. Hij was de vader van vijf kinderen.
Van 1923 tot 1948 woonde en werkte Johnson in Stockbridge (Massachusetts). Hij schreef romans en kortverhalen over huwelijk en scheiding en golf. De verhalen over het personage Dink Stover zijn waarschijnlijk zijn bekendste. In de jaren 30 namen zijn schrijfactiviteiten snel af, maar geraakte hij meer en meer geïnteresseerd in politiek. Hij was twee keer (tevergeefs) kandidaat voor de parlementsverkiezingen. In 1952 overleed Johnson in zijn huis in Vineyard Haven, waar hij sinds vijf jaar leefde.
- Bibliothèque nationale de France: cb10906708v (data)
- Gemeinsame Normdatei: 1157617859
- International Standard Name Identifier: 0000 0000 6312 0123
- Library of Congress Control Number: n85255033
- Nationale Bibliotheek van Letland: 000311066
- Nationale Bibliotheek van Israël: 987007276203305171
- Istituto Centrale per il Catalogo Unico: CUBV085373
- LIBRIS: 250294
- SNAC: w6708gzc
- Système universitaire de documentation: 14482146X
- Trove: 1199812
- Virtual International Authority File: 7761459
- WorldCat: E39PBJpDQtdXBrPhWBVctwWkXd